# Publio Cornelio Léntulo Sura
Publio Cornelio Léntulo Sura  (m. 5 de diciembre de 63 a. C.) fue un político romano de la época republicana, una de las principales figuras de la conjura de Catilina.

## Biografía
Nieto del cónsul suffectus del año 162 a. C. Publio Cornelio Léntulo, recibió su apodo de Sura cuando fue acusado por Sila (de quien había recibido el cargo de cuestor en 81 a. C.) de haber derrochado dinero público, de lo cual se negó a rendir cuenta alguna mientras insolentemente se agarraba de la pantorrilla (en latín, sura), una parte del cuerpo de los jóvenes que era castigada cuando cometían errores jugando al balón.  Otras fuentes, sin embargo, establecen que el nombre venía de antes, quizá de la familia de Léntulo. Fue posteriormente nombrado pretor (75 a. C.), gobernador de Sicilia (74 a. C.) y cónsul (71 a. C.).
Fue durante su pretura que Hortensio no tuvo ninguna dificultad en lograr la absolución de Terencio Varrón, cuando este último fue acusado de extorsión.
En el año 70 a. C., tras ser expulsado del Senado por inmoralidad entre otros cargos, se unió a la conspiración de Catilina. Confiado en un vaticinio de las sibilas que afirmaba que tres Cornelii serían gobernantes de Roma, Léntulo se creyó entonces el sucesor de Sila y Lucio Cornelio Cinna. Cuando Catilina abandonó Roma tras el primer discurso de Cicerón en su contra (In Catilinam), Léntulo ocupó su lugar como líder de los conspiradores en la ciudad. Así, volvió a ser pretor en 63 a. C. y, con Cayo Cornelio Cetego, planificó el asesinato de Cicerón y el incendio de Roma, si bien este plan fracasó debido a su timidez e indiscreción.
Unos embajadores de los alóbroges, que permanecían en ese momento en Roma como portadores de una queja formal contra los gobernantes de su provincia por opresión, recibieron las insinuaciones de Léntulo para obtener de ellos ayuda armada. Fingiendo aceptar sus propuestas, los embajadores lograron un acuerdo escrito firmado por los principales conspiradores, e informaron a su jefe Quinto Fabio Sanga, que a su vuelta a Roma avisó a Cicerón de la trama.
Los conspiradores fueron así arrestados y obligados a reconocer su culpabilidad. Léntulo fue obligado a renunciar a su cargo de pretor, puesto en custodia del edil Publio Léntulo Spinther,  y, temiendo que pudiera existir un intento para rescatarlo, fue ejecutado en el Tullianum (Cárcel Mamertina) el 5 de diciembre del año 63 a. C.
Su hijastro Marco Antonio acusó a Cicerón de negarse a entregar su cadáver para su entierro.